# ビスマルク内閣
ビスマルク内閣（ビスマルクないかく、ドイツ語: Kabinett Bismarck）は、ドイツ帝国の初代内閣。プロイセン王国宰相オットー・フォン・ビスマルクが帝国初代宰相に就任した1871年3月21日から、ビスマルクが失脚した1890年3月20日まで続いた。

## 閣僚
| 役職                                  | 画像 | 大臣                                                                   | 任期 |
| ------------------------------------- | ---- | ---------------------------------------------------------------------- | --- |
| 帝国宰相 （プロイセン王国宰相兼外相） |      | オットー・フォン・ビスマルク侯爵                                       | 1871年3月21日 - 1890年3月20日 （プロイセン宰相:1862年9月23日 ‐ 1873年1月1日, 1873年11月9日 ‐ 1890年3月20日） |
| 副宰相 (1878年3月21日より)            |      | オットー・ツー・シュトルベルク＝ヴェルニゲローデ伯爵                   | 1878年6月1日 - 1881年6月20日                                                                                 |
| 副宰相 (1878年3月21日より)            |      | カール・ハインリヒ・フォン・ベティッヒャー                             | 1881年6月20日 - 1897年7月1日                                                                                 |
| 帝国外務大臣                          |      | ヘルマン・フォン・ティレ                                               | 1871年3月21日 - 1872年9月30日                                                                                |
| 帝国外務大臣                          |      | ヘルマン・ルートヴィヒ・フォン・バラン（代理）                         | 1872年10月3日 - 1873年10月9日                                                                                |
| 帝国外務大臣                          |      | ベルンハルト・エルンスト・フォン・ビューロー                           | 1873年10月9日 - 1879年10月20日                                                                               |
| 帝国外務大臣                          |      | ヨーゼフ・マリア・フォン・ラドヴィッツ（代理）                         | 1879年11月6日 - 1880年4月17日                                                                                |
| 帝国外務大臣                          |      | クロートヴィヒ・ツー・ホーエンローエ＝シリングスフュルスト侯爵（代理） | 1880年4月20日 - 1880年9月1日                                                                                 |
| 帝国外務大臣                          |      | フリードリヒ・ツー・リンブルク＝シュトリム（代理）                     | 1880年9月1日 - 1881年6月25日                                                                                 |
| 帝国外務大臣                          |      | クレメンス・ブッシュ（代理）                                           | 1881年6月25日 - 1881年7月16日                                                                                |
| 帝国外務大臣                          |      | パウル・フォン・ハッツフェルト＝ヴィルデンブルク伯爵                   | 1881年7月16日 - 1885年10月24日                                                                               |
| 帝国外務大臣                          |      | ヘルベルト・フォン・ビスマルク（代理）                                 | 1885年10月24日 - 1890年3月26日                                                                               |
| 帝国内務大臣                          |      | カール・ホフマン                                                       | 1879年12月24日 - 1880年8月31日                                                                               |
| 帝国内務大臣                          |      | カール・ハインリヒ・フォン・ベティッヒャー                             | 1880年9月1日 - 1897年7月1日                                                                                  |
| 帝国司法庁長官                        |      | ハインリヒ・フォン・フリートベルク                                     | 1876年12月21日 - 1879年10月30日                                                                              |
| 帝国司法庁長官                        |      | ヘルマン・フォン・シェリング                                           | 1879年11月19日 - 1889年1月31日                                                                               |
| 帝国司法庁長官                        |      | オットー・フォン・エールシュレーガー                                   | 1889年2月19日 - 1891年2月2日                                                                                 |
| 帝国海軍大臣                          |      | カール・エドゥアルト・ホイスナー                                       | 1889年4月1日 - 1890年4月23日                                                                                 |
| 帝国郵政大臣 (1880年から)             |      | ハインリヒ・シュテファン                                               | 1880年 - 1897年                                                                                              |
| 帝国財務大臣                          |      | アドルフ・ショルツ                                                     | 1880年3月21日 - 1882年7月                                                                                    |
| 帝国財務大臣                          |      | エミール・フォン・ブルクハルト                                         | 1882年7月 - 1886年11月                                                                                       |
| 帝国財務大臣                          |      | カール・ルドルフ・ヤコビ                                               | 1886年11月- 1888年9月14日                                                                                    |
| 帝国財務大臣                          |      | ヘルムート・フォン・マルツァーン男爵                                   | 1888年9月14日 - 1893年                                                                                       |